# Ichthyologisches Minija-Schutzgebiet

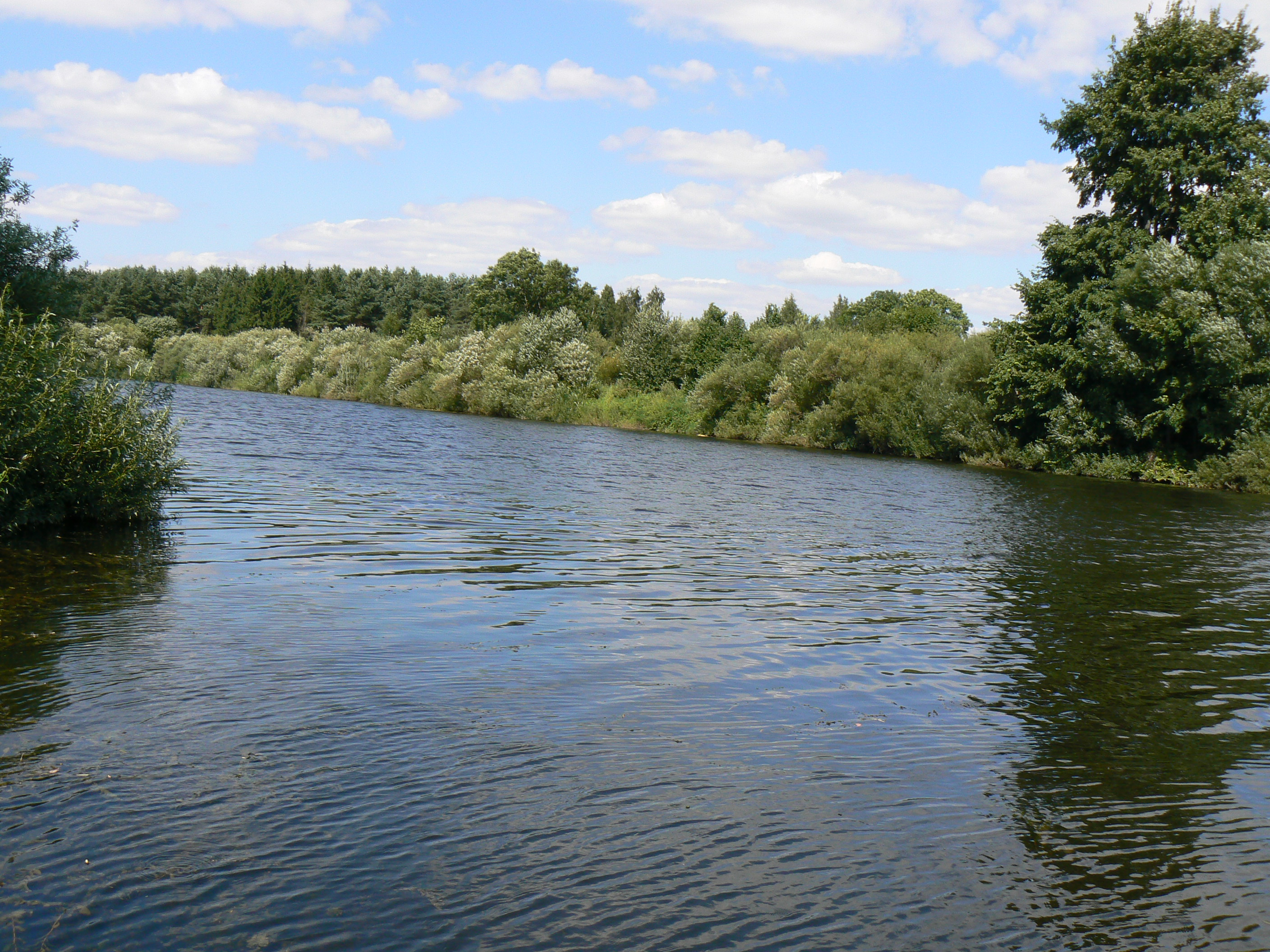
Minija bei Daugmantai

Das Ichthyologische Minija-Schutzgebiet (lit. Minijos ichtiologinis draustinis) ist ein staatliches Schutzgebiet der Ichthyologie in Litauen, in der Rajongemeinde  Klaipėda, Rajongemeinde Kretinga, Rajongemeinde Plungė, Rajongemeinde Šilutė und Gemeinde Rietavas. Geschützt wird die Minija (ab  Sausdravas). Das Gebiet wurde 1974 gegründet und ist 2797 ha groß.